# 한라산
한라산(漢拏山)은 대한민국 제주특별자치도 중앙부에 있는 해발 1,947.06m, 면적 약 1,820km2의 화산으로, 제주도의 면적 대부분을 차지하고 있다.
정상에 백록담이라는 화산호가 있는데, 백록담이라는 이름은 흰 사슴이 물을 먹는 곳이라는 뜻에서 왔다고 전해진다. 산자락 곳곳에 오름 또는 악(岳)이라 부르는 다양한 크기의 측화산이 분포해 있는 것이 큰 특징이다. 일반적으로 한라산은 폭발 가능성이 없는 사화산으로 알려져 왔지만 다시 폭발할 수도 있는 활화산일 가능성도 제기되었다. 전근대 한국에서는 금강산, 지리산과 함께 삼신산(三神山)이라 불려왔다.
한라산 일대는 천연보호구역으로서 천연기념물 제182호로 지정되어 있고, 1970년 3월 24일에 국립공원으로 지정되었다. 2007년 6월 27일 오후(대한민국 표준시) 유네스코 제31차 세계유산위원회 총회에서 제주 화산섬과 용암 동굴의 일부로 유네스코 세계자연유산으로 등록되었다.

## 이름
한라산(漢拏山)이라는 이름은 '은하수(雲漢)를 잡아당기다(拏引)'는 의미에서 유래한 것으로 기록되어 있다. 고려사 최영의 기록과 이색의 시에서 한라산이 각각 확인되어 14세기에도 사용된 표현임을 알 수 있다.
이외에도 가마오름(釜岳), 원산(圓山), 진산(鎭山), 선산(仙山), 두무오름(頭無岳), 부라산(浮羅山), 영주산(瀛州山), 혈망봉(穴望峯), 여장군(女將軍) 등의 이름으로 불렸다.
원산(圓山)이라는 이름은 산의 중앙이 제일 높아 무지개 모양으로 둥글고, 사방 주위가 아래로 차차 낮아져 원뿔 모양을 이루기 때문에 붙여졌다. 맑은 날 해남이나 진도에서 한라산을 바라보면 산 전체가 완만한 원뿔로 보인다.
진산(鎭山)이란 보통 도읍의 뒤에 위치하여 그 지방을 편안하게 지켜준다는 의미를 가진다. 한라산을 진산이라고 불렀던 까닭은 한반도로 밀려오는 남태평양의 큰 바람을 한라산이 막아주어 한반도의 안녕을 지켜 주기 때문이다.
영주산(瀛州山)이란 중국의 《사기》에서 유래한다. 바다 가운데에 봉래(蓬萊)·방장(方丈)·영주 등 삼신산이 있는데, 그곳에는 불로불사(不老不死)의 약초가 있어 신선들이 살고 있다고 한다. 진시황(秦始皇)은 서기 전 200년경 역사(力士) 서불(徐市)에게 그 약초를 구해 오도록 명하였다고 한다. 이익은 일본과 한국의 삼신산에 대해 발해에서는 봉래, 방장, 영주로, 일본인들은 각각 아쓰타산, 구마노고도, 후지산이라고 한 반면, 조선 사람들은 금강산, 지리산, 한라산이라 하였다고 전한다.
두무오름(頭無岳)이란 머리가 없는 산을 의미하는데, 전설에 의하면 옛날에 한 사냥꾼이 산에서 사냥을 하다가 잘못하여 활끝으로 천제(天帝)의 배꼽을 건드렸는데, 이에 화가 난 천제가 한라산 꼭대기를 뽑아 멀리 던져 버렸다고 한다. 이 산정부가 던져진 곳은 지금의 산방산(山房山)이며, 뽑혀서 움푹 함몰된 곳은 백록담(白鹿潭)이 되었다고 한다.
가마오름(釜岳)이란 산정의 깊고 넓은 분화구가 연못으로 되어 있어 마치 가마솥에 물을 담아 놓은 것과 같다고 하여 붙여진 이름으로, 이 연못은 성록(聖鹿)인 흰 사슴이 물을 마시는 곳이라 하여 백록담이라고 하였다. ≪세조실록≫에 의하면 1464년(세조 10) 2월에 제주에서 흰 사슴을 헌납하였다(濟州獻白鹿)고 기록되어 있다.

## 지리
제주도의 중심부에 솟아 있는 사화산으로, 제주특별자치도는 물론 대한민국이 실효 지배하는 지역(남한)에서 가장 높은 산이다. 한국의 높은 산은 한반도 동북부 지방에 집중되어 있으므로 남북한 전체에서는 59번째로 높은 산이다. 제주도의 진산(鎭山)이다.
전체적으로 순상화산의 형태를 띠고 있으나 산정부는 종상화산의 모습을 지니고 있는 복합 화산체이다. 한라산 정상에는 지름이 약 551m에 이르는 화산호인 백록담이 있다. 산 주변으로 380여 개의 측화산이 분포하고 있다.
고도에 따라 난대성 식물에서 한대성 또는 고산식물 등 다양한 식생이 나타난다. 2007년 유네스코 세계자연유산으로 등재되었다.
한라산은 제주도의 전역을 지배하며, 동심원상의 등고선을 나타내어 순상화산(楯狀火山)에 속한다. 한라산은 약 360개의 측화산(側火山)과 정상부의 백록담, 해안지대의 폭포, 다각형 기둥 모양의 주상절리(柱狀節理) 등의 화산지형, 난대성기후의 희귀식물 및 고도에 따른 식생대(植生帶)의 변화 등 대한민국에서 찾아볼 수 없는 생태 및 풍경의 가치가 높게 평가된다. 그리하여 1970년에 한라산국립공원으로 지정되었다.
1787년 5월 프랑스 라페루즈 제독의 함대가 제주도 남동쪽 해안을 탐사하면서 한라산의 높이를 계산하였다는 기록이 남아 있으며, 처음으로 정상에 올라 높이를 측정한 사람은 독일인 지그프리트 겐테로 1901년 가을 고종의 허락을 받아 제주도에 도착해 한라산의 백록담에 올라 무수은 기압계와 고도계로 높이를 측정한 결과 1,950m였다.

## 자연유산
한라산 천연보호구역(漢拏山 天然保護區域)은 1966년 10월 12일 대한민국 천연기념물 제56호로 지정되었다.
남한 최고봉이자, 역사적인 영산인 한라산은 1966년 한라산 천연보호구역이라는 이름으로 대한민국의 천연기념물에 등재되었으며, 1970년 3월 24일 국립공원으로 지정되었다. 그리고 2002년에는 유네스코 생물권보전지역으로 지정되었으며 2007년에는 유네스코 세계자연유산으로 등재되었다. 2008년에는 물장오리오름 산정화구호 습지가 람사르 습지로 등록되어 보호 관리되고 있다.

### 지정 사유
한라산 천연보호구역은 한라산을 중심으로 해발 600∼1,300m 이상의 지역과 일부 계곡 및 특수한 식물상을 가지고 있는 몇몇 지역을 포함하고 있다.
한라산은 해발 1,950m로 남한에서 가장 높은 화산이다. 360개의 오름(기생화산)이 있으며, 지형은 용암의 분출에 의해 만들어졌다.
한라산은 높이에 따라 다양한 식물 분포대를 이루는데 산 기슭에는 참식나무·굴거리나무·사스레피나무 등의 난대림이 형성되어 있고, 중간에는 졸참나무·서어나무·단풍나무·산벚나무 등이 자라는 온대림이 그 위로는 구상나무·고채목·향나무·시로미·암매·들쭉나무·털진달래 등의 아한대림이 형성되어 있다. 특히 한라산의 정상부근에는 우리나라 특산종인 구상나무가 넓게 분포하고 있으며 초원지대나 암벽지대에는 시로미·암매·복수초·구름떡쑥·참꽃나무 등 다양한 희귀식물이 자라고 있다.
한대성과 열대성이 함께 섞여서 살고 있는 한라산의 동물은 곤충류 873종, 조류 198종, 파충류 8종, 포유류 17종 등이 있는데 이중 큰노루·삵·무당개구리는 멸종위기에 놓여 특별한 보호가 필요하다.
한라산 천연보호구역은 지형과 지질 및 식물·동물이 특이한 생태계를 구성하고 있고, 특히 보호가 필요한 많은 학술적 자료를 가지고 있어서 한라산 전체를 천연기념물로 지정하여 보호하고 있다.
2007년 6월 27일 제31차 세계유산위원회에서 '제주 화산섬과 용암동굴'의 이름으로 한라산천연보호구역, 성산일출봉천연보호구역, 거문오름용암동굴계의 3개 천연기념물이 세계자연유산으로 등재되기도 하였다.

## 등산로

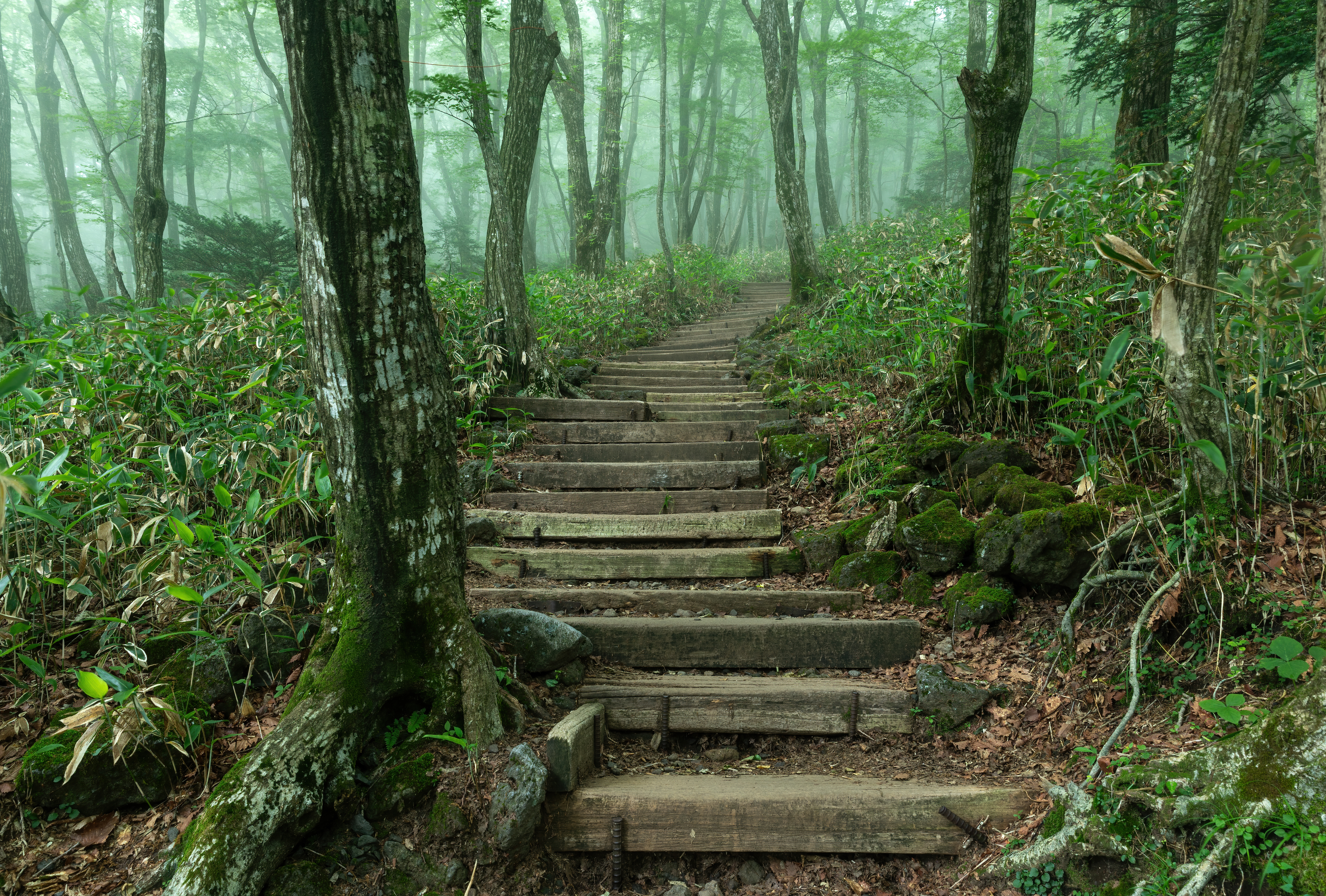
어리목 탐방지의 나무 계단

한라산은 험준한 한반도 내륙의 산과는 달리 완만한 경사로를 가지고 있다. 대표적으로 다음과 같은 5개의 등산로가 있다.
- 어리목 탐방로 - 6.8km
- 영실 탐방로 - 5.8km
- 성널오름 탐방로 - 9.6km
- 관음사 탐방로 - 8.7km
- 돈내코 탐방로 - 7km
- 성판악 탐방로 - 9.5km

어리목 탐방로와 영실 탐방로는 백록담까지 올라가지 못하고, 윗세오름까지만 올라갈 수 있다. 돈내코 탐방로는 15년간 폐쇄되어 있다가 2009년 12월 개방하였는데, 남벽을 지나 윗세오름까지 연결되어 있다. 남벽분기점에서 백록담에 이를 수 있는 성널오름 코스까지는 1km 떨어져 있는데, 2009년 개방에서는 제외되었다.

## 전설

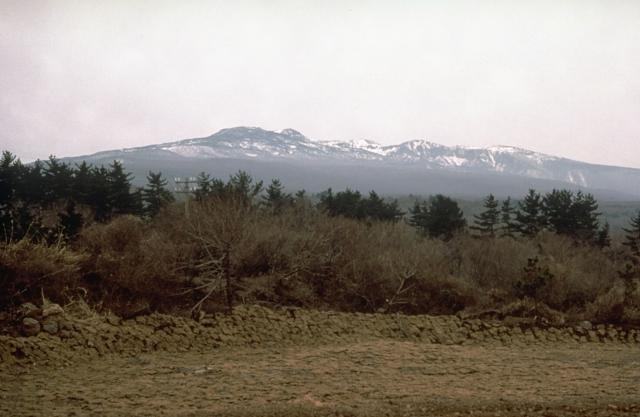
서귀포 쪽에서 바라본 한라산 원경

한라산은 과거부터 제주는 물론 한국 육지에서도 신성하게 여겨져 온 산으로, 전설상 삼신산(三神山)의 하나로 불려오기도 했다. 조정에서 해마다 산정에서 국태민안을 비는 산제(山祭)를 지냈는데, 산제를 지내러 갔던 백성들이 동사하기도 하였다. 이에 1469년(예종 1) 목사 이약동(李約東)은 지금의 산천단(山泉壇)에 산신묘를 세우고 이곳에서 산제를 지내도록 하여 그 석단이 지금까지 남아 있다.
예로부터 산 정상에 오르면 멀리 남쪽 하늘에 있는 노인성(老人星)을 볼 수 있었으며, 이 별을 본 사람은 장수하였다는 전설이 있다.
정조 연간에 간행된 읍지에 의하면, 한라산을 등산하는 데는 대정현 쪽으로 험한 산길이 하나 있어서 사람들이 이를 따라 수목 사이를 헤치며 올라가는데, 위에서 소란을 피우면 곧 운무가 사방을 덮어버려 지척을 분간하지 못하였다 한다.
또한, 5월에도 눈이 남아 있어 얼음이 필요하면 산에 올라가서 가죽 부대로 운반하였다고 한다. 이것이 녹담만설(鹿潭晩雪)이라는 것으로 제주 10경 중의 하나이다.

## 사진

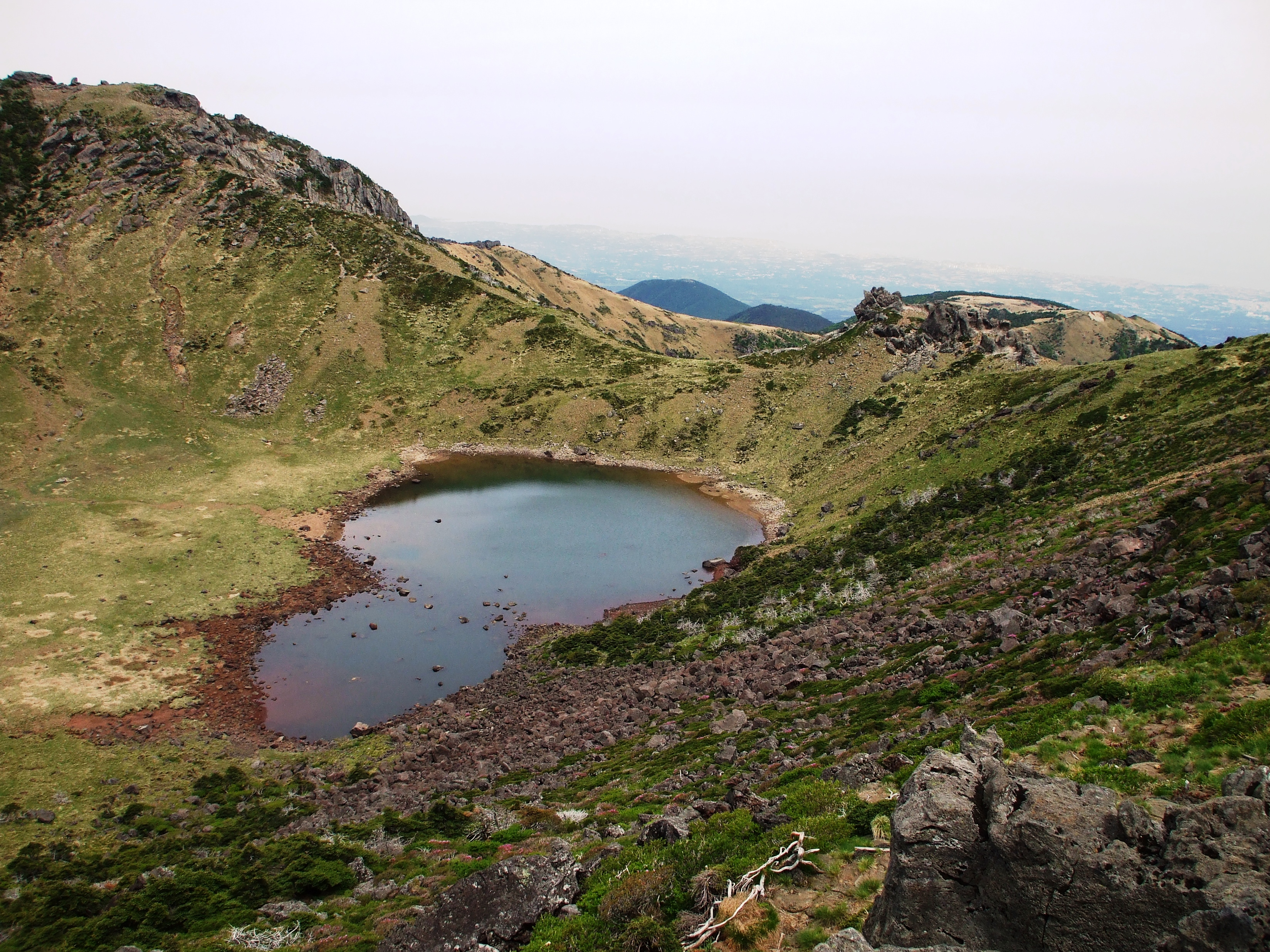
백록담
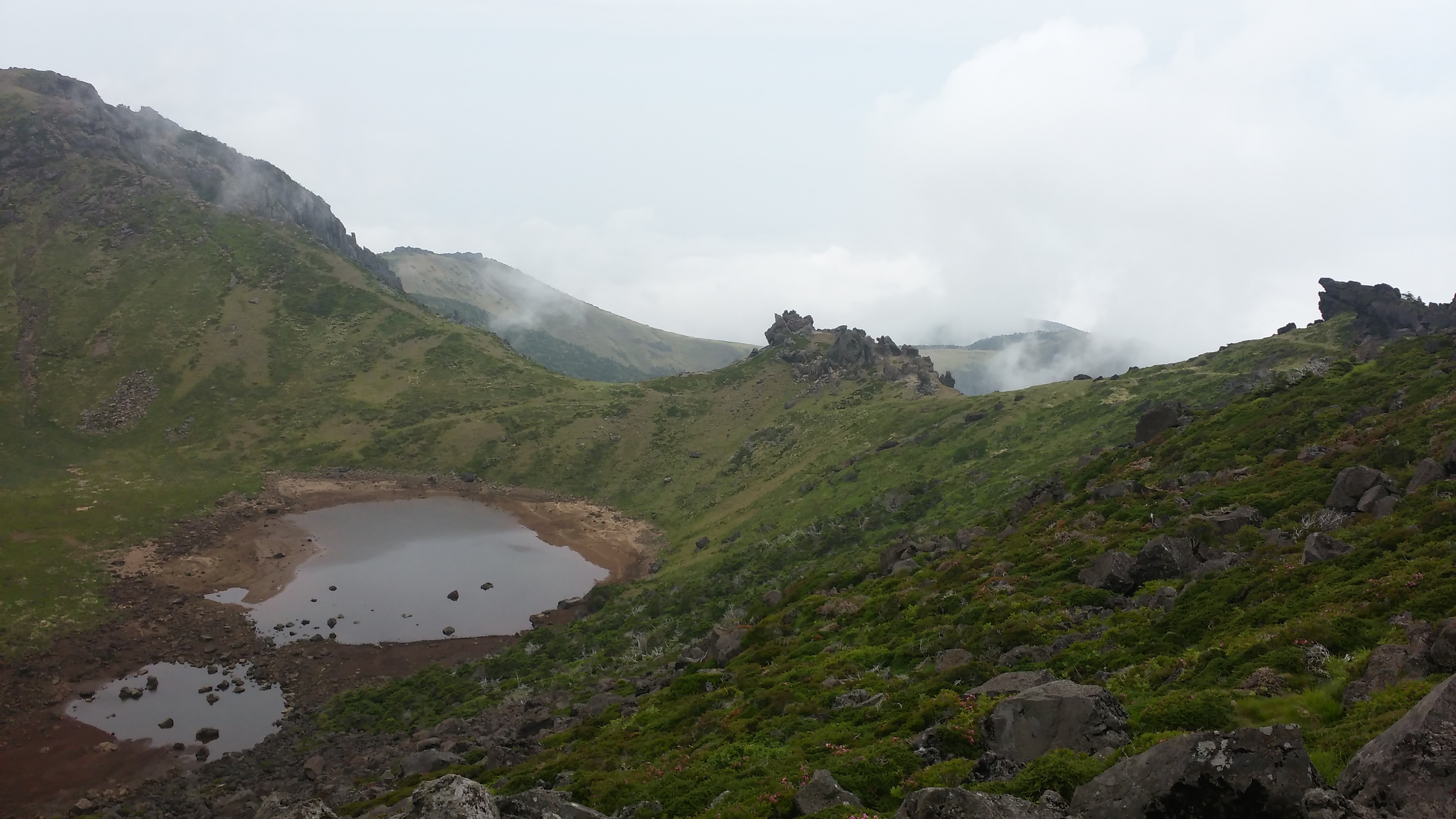
백록담
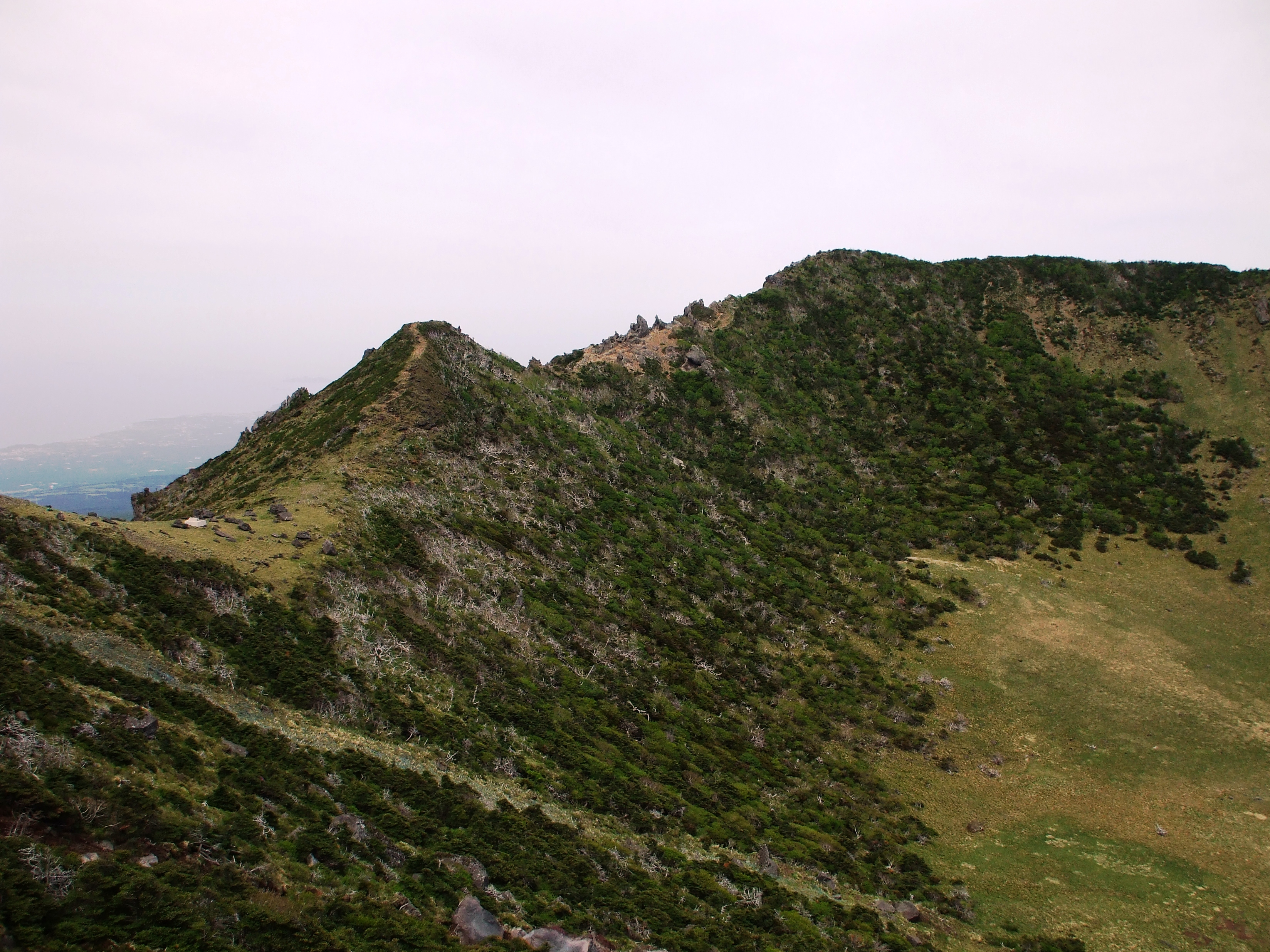
정상
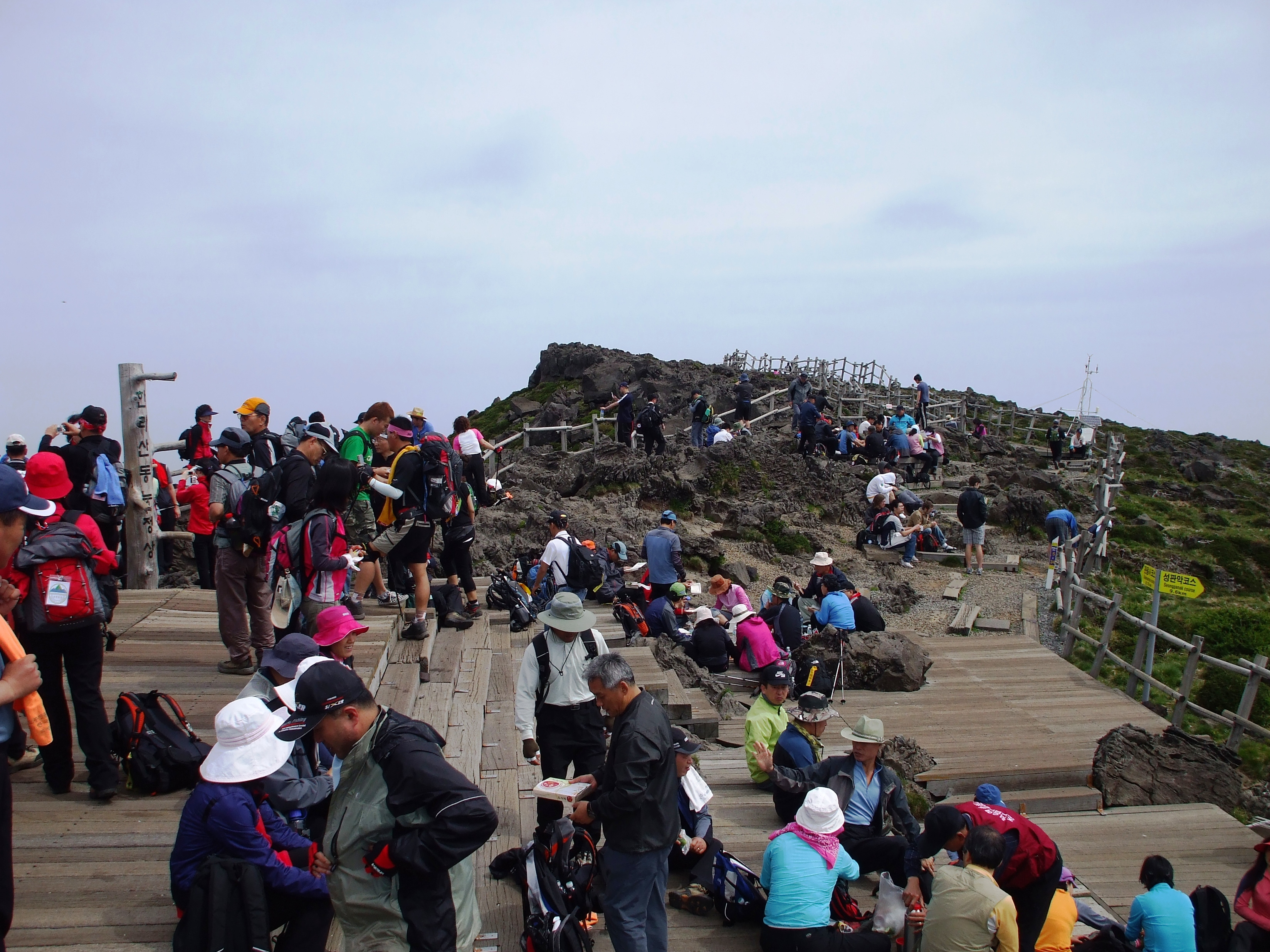
붐비는 정상
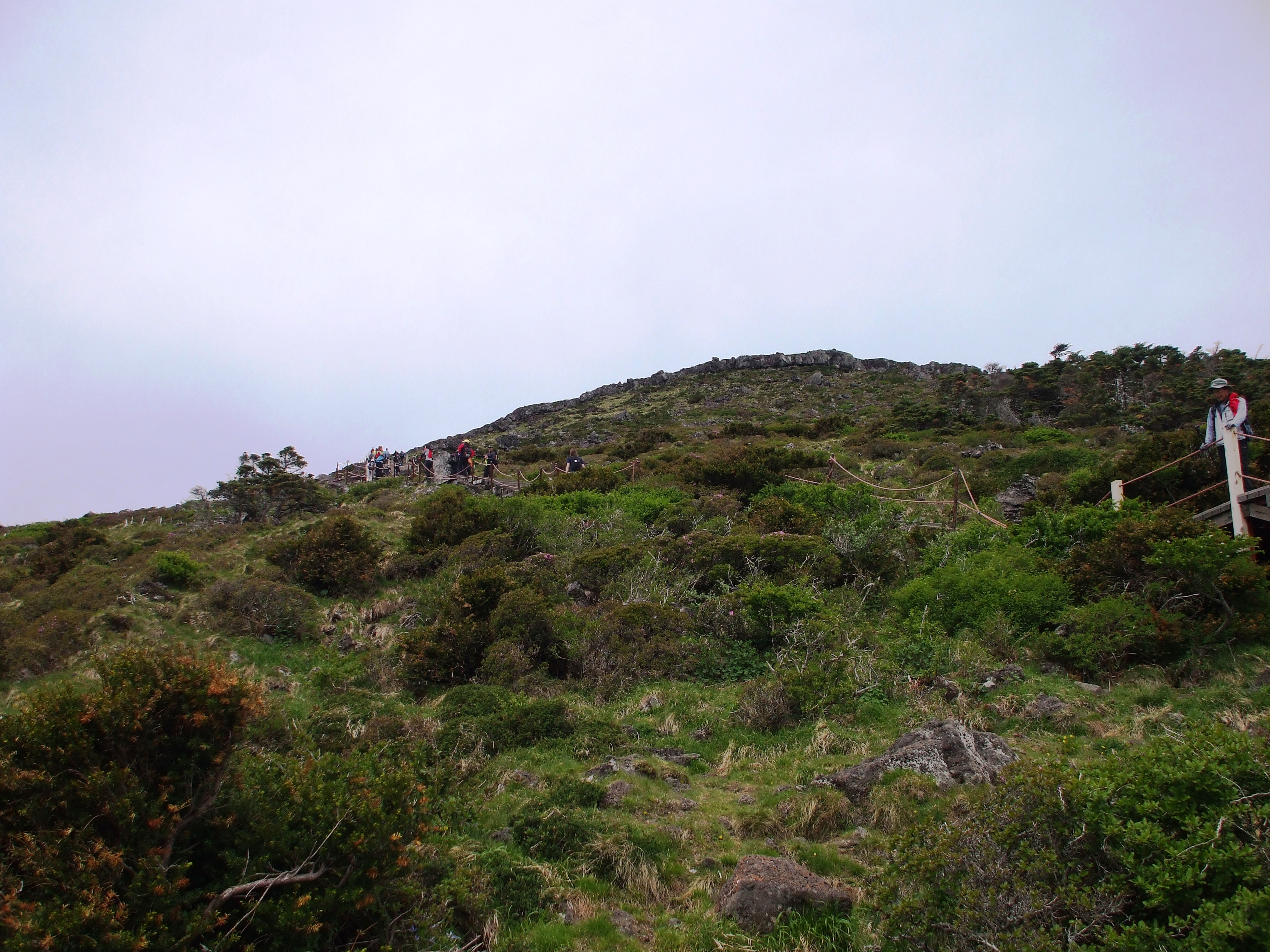
성널오름 등산로
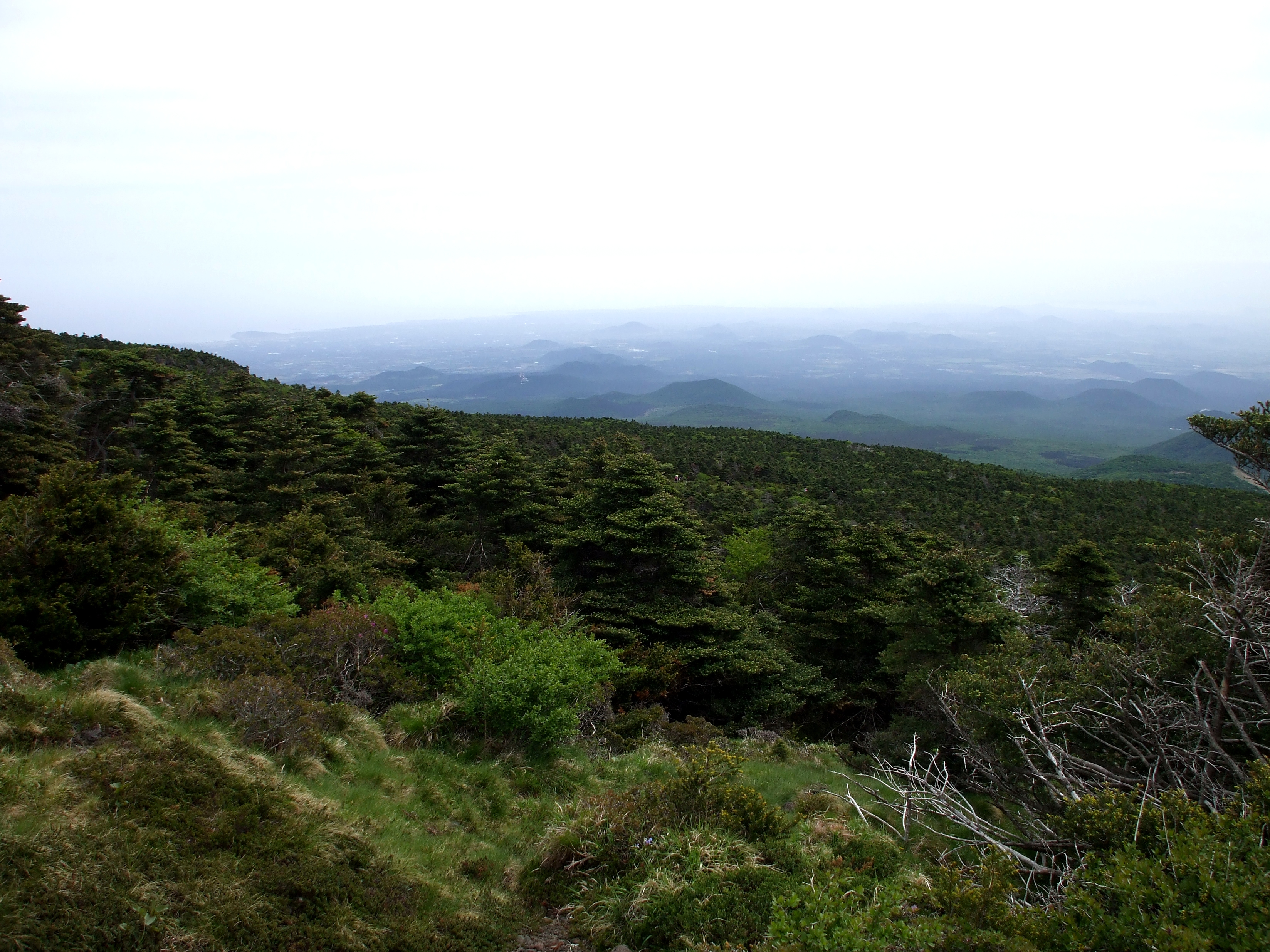
오름
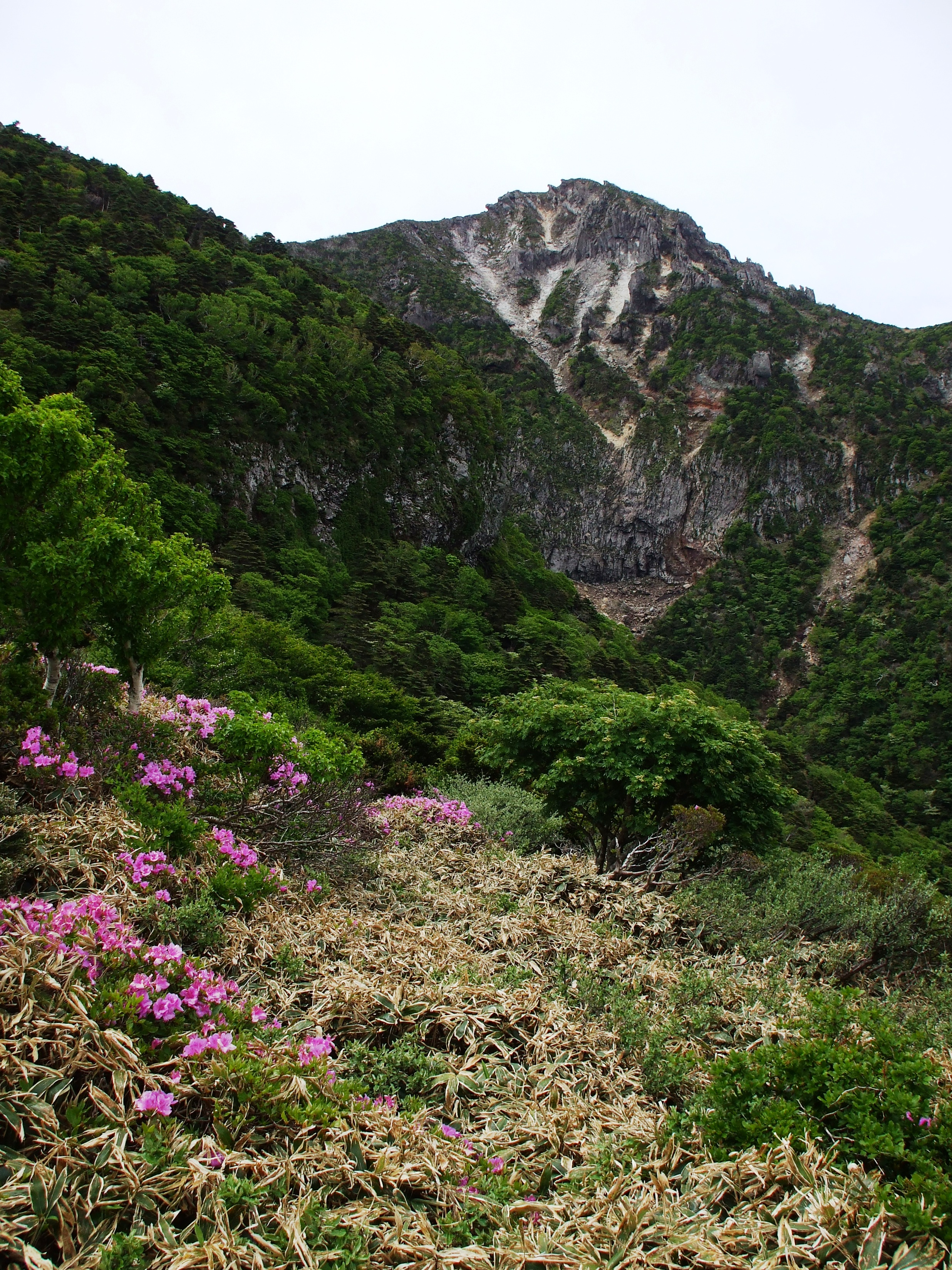
관음사 풍경
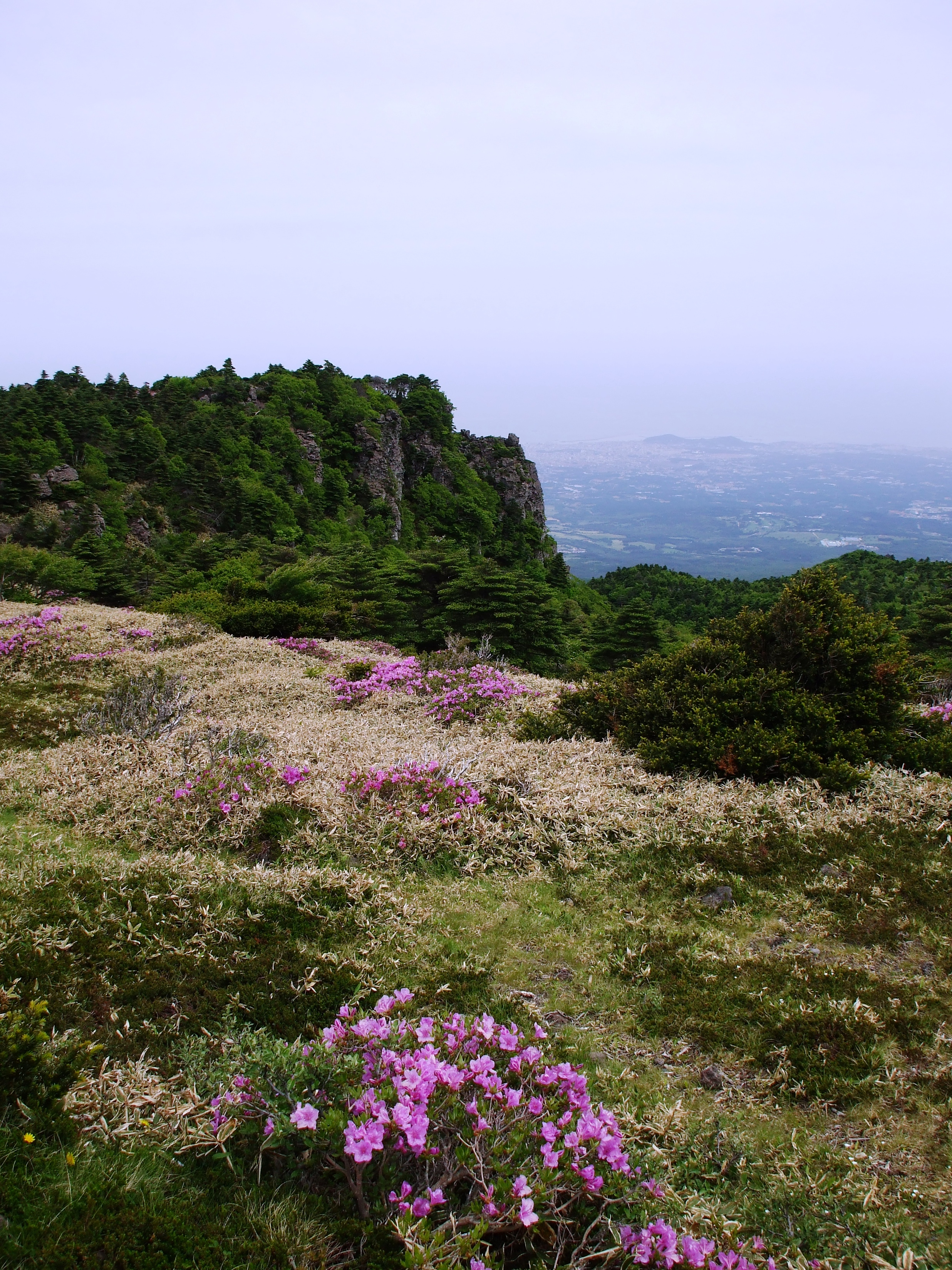
관음사 풍경
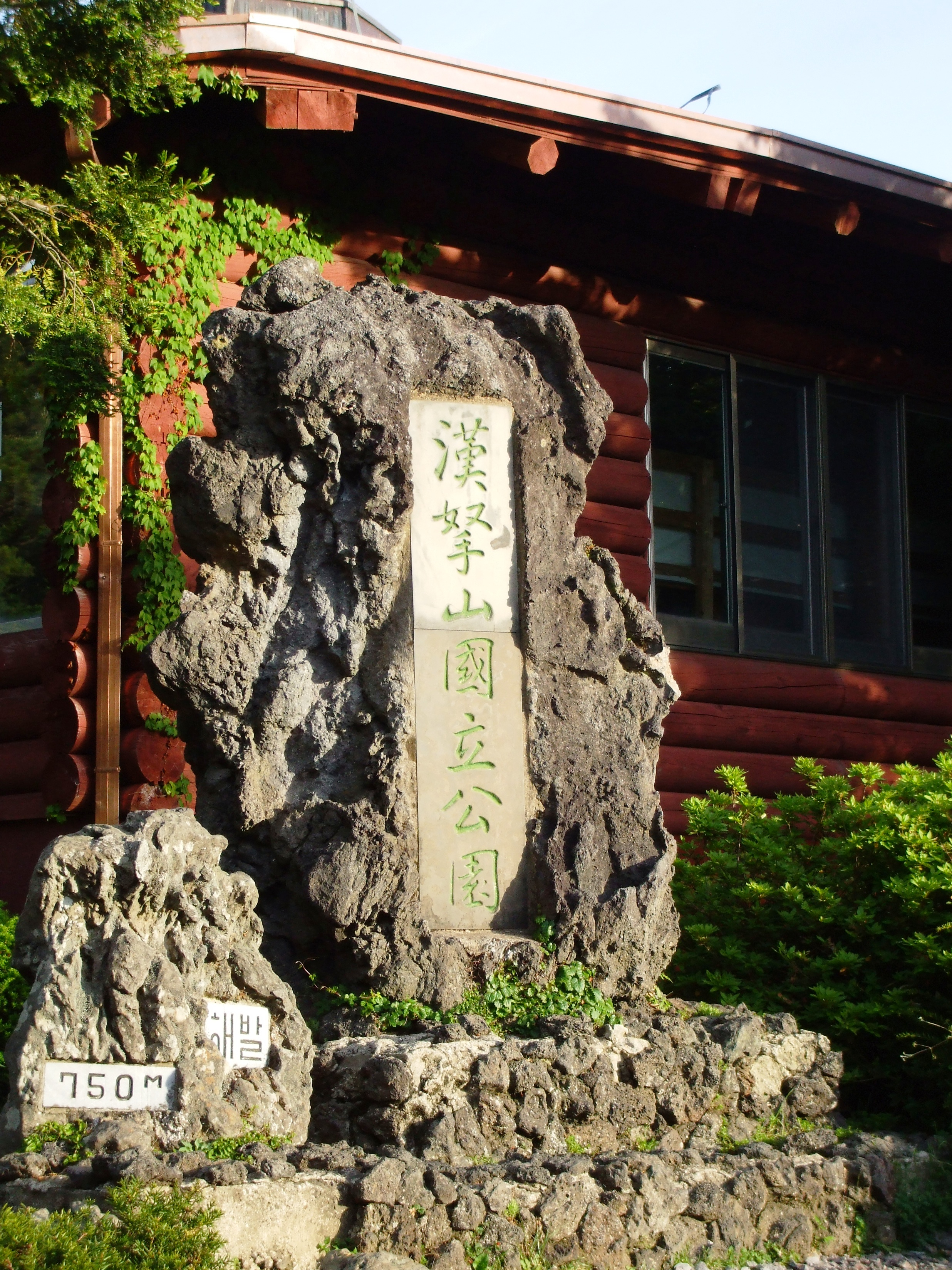
성널오름 입구
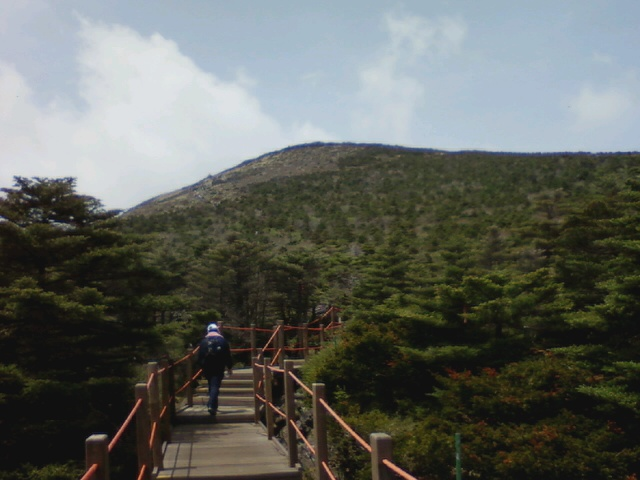
정상 직전의 나무계단
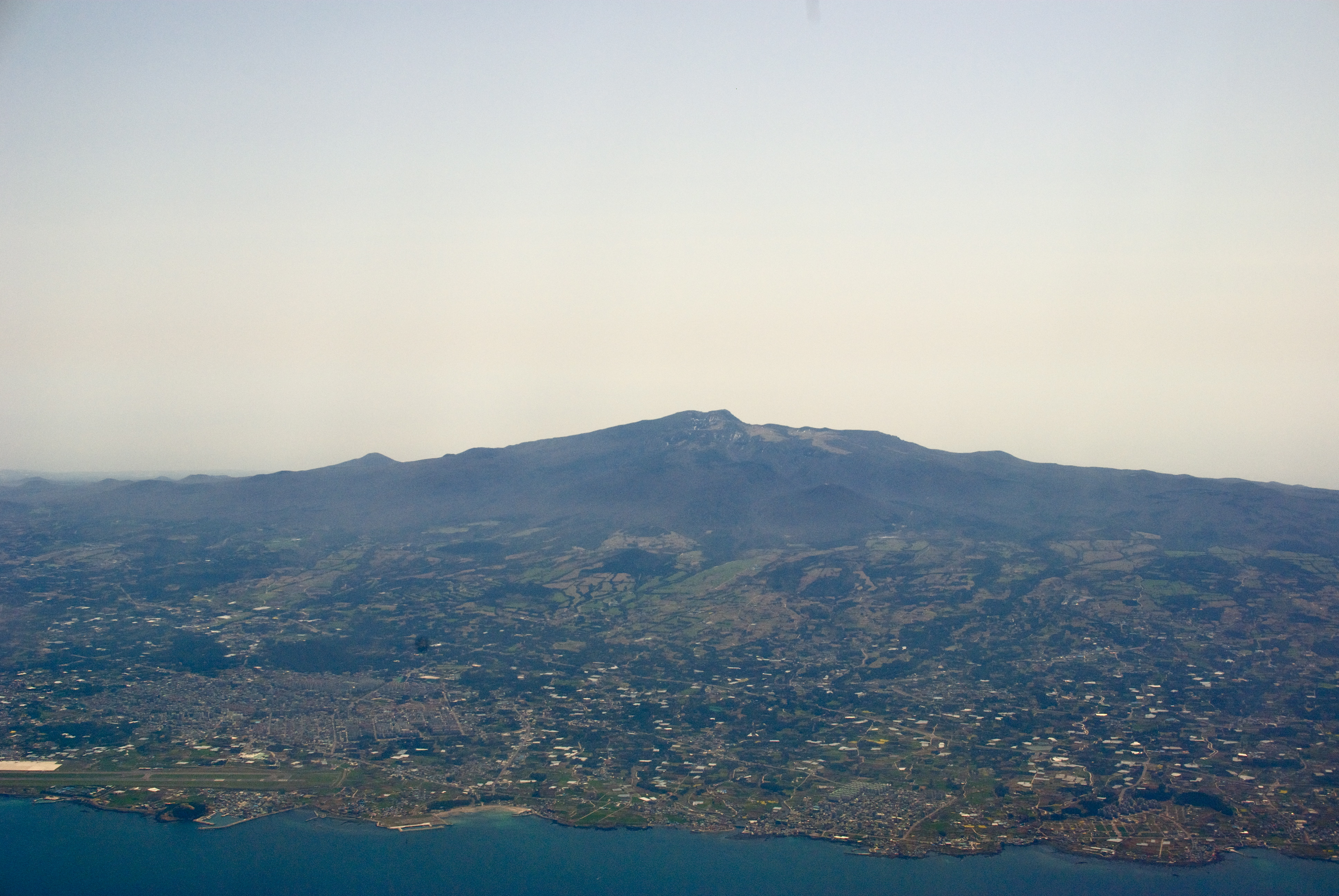
북쪽 하늘에서 본 한라산과 제주시 일대
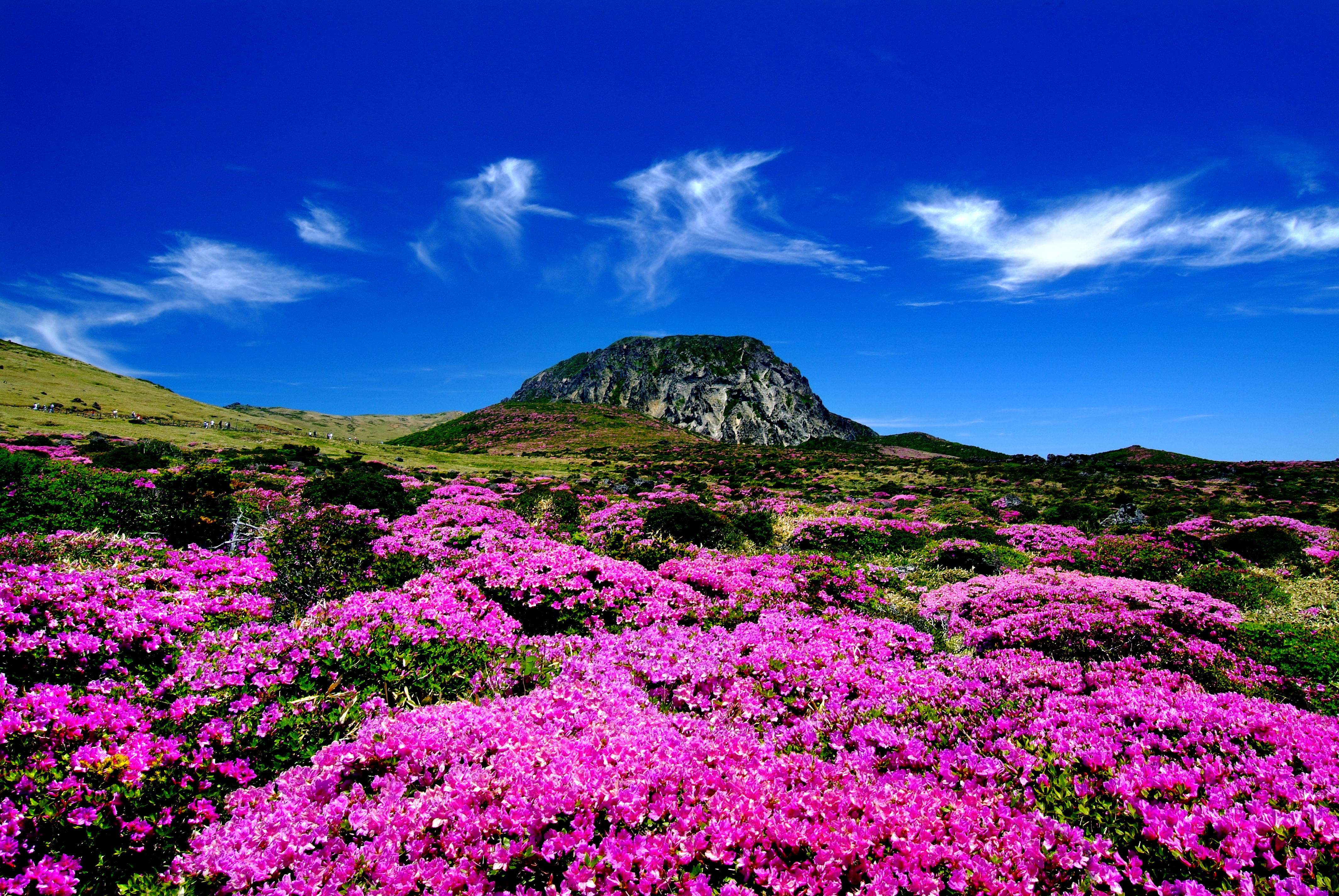
2005년 한라산의 봄
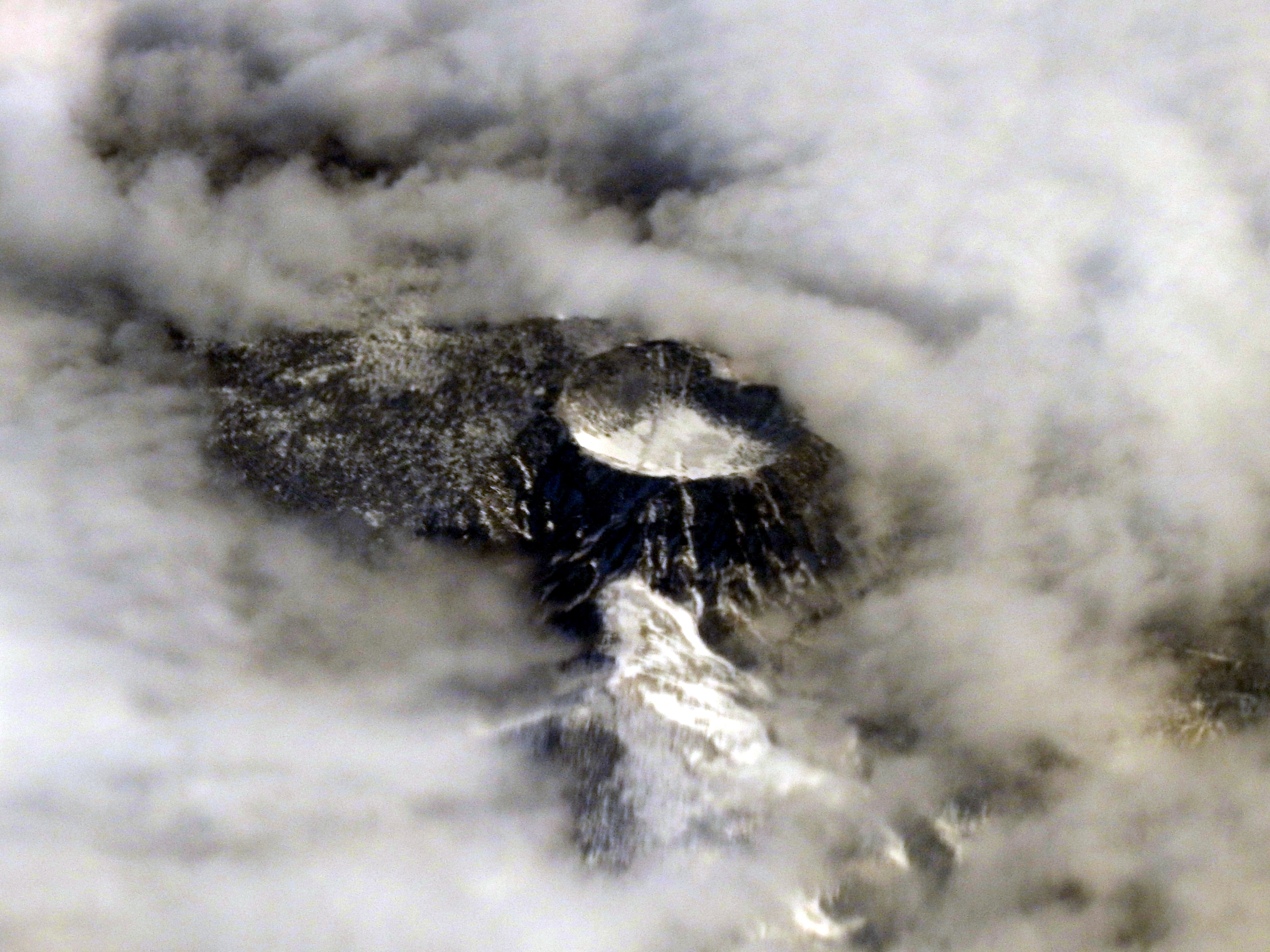
비행기에서

## 같이 보기
- 대한민국의 국립공원
- 한국의 산
- 백록담